# Kayra
 (mai 2024).
La mise en forme du texte ne suit pas les recommandations de Wikipédia : il faut le « wikifier ».
Les points d'amélioration suivants sont les cas les plus fréquents. Le détail des points à revoir est peut-être précisé sur la page de discussion.
- Les titres sont pré-formatés par le logiciel. Ils ne sont ni en capitales, ni en gras.
- Le texte ne doit pas être écrit en capitales (les noms de famille non plus), ni en gras, ni en italique, ni en « petit »…
- Le gras n'est utilisé que pour surligner le titre de l'article dans l'introduction, une seule fois.
- L'italique est rarement utilisé : mots en langue étrangère, titres d'œuvres, noms de bateaux, etc.
- Les citations ne sont pas en italique mais en corps de texte normal. Elles sont entourées par des guillemets français : « et ».
- Les listes à puces sont à éviter, des paragraphes rédigés étant largement préférés. Les tableaux sont à réserver à la présentation de données structurées (résultats, etc.).
- Les appels de note de bas de page (petits chiffres en exposant, introduits par l'outil «  Source ») sont à placer entre la fin de phrase et le point final[comme ça].
- Les liens internes (vers d'autres articles de Wikipédia) sont à choisir avec parcimonie. Créez des liens vers des articles approfondissant le sujet. Les termes génériques sans rapport avec le sujet sont à éviter, ainsi que les répétitions de liens vers un même terme.
- Les liens externes sont à placer uniquement dans une section « Liens externes », à la fin de l'article. Ces liens sont à choisir avec parcimonie suivant les règles définies. Si un lien sert de source à l'article, son insertion dans le texte est à faire par les notes de bas de page.
- La présentation des références doit suivre les conventions bibliographiques. Il est recommandé d'utiliser les modèles {{Ouvrage}}, {{Chapitre}}, {{Article}}, {{Lien web}} et/ou {{Bibliographie}}. Le mode d'édition visuel peut mettre en forme automatiquement les références.
- Insérer une infobox (cadre d'informations à droite) n'est pas obligatoire pour parachever la mise en page.

Pour une aide détaillée, merci de consulter Aide:Wikification.
Si vous pensez que ces points ont été résolus, vous pouvez retirer ce bandeau et améliorer la mise en forme d'un autre article.
Kayra ou Kaira (Vieux turc : 𐰴𐰖𐰺𐰀) est le dieu créateur de la mythologie turque. C'est lui qui a planté l'arbre de vie appelé Ulukayın. Kayra est décrit comme étant à la fois père et mère, et réside dans la 17e couche du ciel.
Il est le dieu suprême du panthéon et le fils de la divinité du ciel nommée Tengri. Ce fils, Kara Han (le roi noir ou le souverain de la terre - Kara peut signifier terre, terre, noir ou, dans un sens, fort, puissant), a quitté la demeure de son père dans le ciel et est allé vivre dans le monde souterrain. Parfois identifié comme Kara-Khan (roi noir), il était le dieu primaire et son père était le dieu sacré appelé Tengri.

## Étymologie
Le nom de cette divinité se décline sous plusieurs formes, tout comme celui de son adversaire. « Kayra-Khan » peut être traduit par « roi miséricordieux », tandis que la forme « Kara Han » signifie « roi noir ». C'est pourquoi l'autorité en matière de mythologie turque Deniz Karakurt considère que Kara-Han et Kayra-Han sont deux divinités différentes. En outre, le mot turc kara peut signifier à la fois noir et terre, ce qui fait que Kara Han peut signifier non seulement « roi noir » mais aussi « roi de la terre ».

## Dieu de la création
Dans le mythe de la création de l'Altaï, Tengri (Dieu) Kayra Han n'est ni un homme, ni une femme, ni même une forme humaine, mais une oie d'un blanc pur qui vole constamment au-dessus d'une étendue d'eau sans fin (le temps), le créateur bienveillant de tout ce qui existe, y compris les autres dieux, moins importants. Parmi tous les peuples de l'Altaï, la division dualiste est la plus claire (Ulgen et Erlik), et le dieu le plus élevé, Tengre Kayra Khan, est une bonne puissance. Mais avant qu'Ak Ana n'apparaisse pour l'inciter à créer, Kara-han devient anxieux, la création se produisant dans un contexte de solitude, d'agitation et de peur : l'eau devient turbulente, mais il se rassure en disant qu'il « n'a pas à avoir peur » (l'implication d'une telle auto-assurance étant qu'il a effectivement peur). Être suprême dans l'univers qu'il a créé, Kara-han est le souverain des trois royaumes de l'air, de l'eau et de la terre, assis au dix-septième niveau de l'univers, d'où il détermine le destin de sa création. Après avoir créé l'univers, il a planté l'arbre de vie à neuf branches, des branches duquel sont sortis les ancêtres des humains. C'est ainsi que sont nées les neuf races (neuf clans). Il a trois fils : Ulgen, Mergen et Kizagan.
Une légende touvaine dit : La tortue géante qui soutenait la terre s'est déplacée, ce qui a provoqué l'inondation de la terre par l'océan cosmique. Un vieil homme, qui avait deviné qu'une telle chose se produirait, construisit un radeau. Il monta à bord avec sa famille et fut sauvé. Lorsque les eaux se retirèrent, le radeau fut laissé sur une haute montagne boisée, où, dit-on, il se trouve encore aujourd'hui. Après le déluge, Kayra-Khan créa tout ce qui existe dans le monde. Entre autres choses, il apprit aux gens à fabriquer de l'Arak(une sorte de liqueur).

## Voir également
- Ulgen
- Turul
- Tengri